# Djabir Said-Guerni
Djabir Saïd-Guerni (* 29. března 1977 Alžír) je bývalý alžírský atlet, běžec specializující se především na běh na 800 metrů.

## Kariéra
V roce 1999 získal na světovém šampionátu v Seville bronzovou medaili v běhu na 800 metrů. Stejného úspěchu dosáhl o rok později na olympiádě v Sydney. Největším úspěchem se pro něj stalo vítězství v běhu na 800 metrů na mistrovství světa v roce 2003. Jeho osobní rekord na této trati 1:43,09 pochází z roku 1999.

## Osobní rekordy
- 800 m – 1:43,09 – 3. září 1999, Brusel
- 400 m – 46,15 – 12. březen 2000, Canberra